# Droga wojewódzka nr 799
Droga wojewódzka nr 799 (DW799) – droga wojewódzka klasy Z w województwie mazowieckim o długości 3,423 km łącząca wieś Dziecinów (gmina Sobienie Jeziory) z Ostrówkiem (gmina Karczew). Droga przebiega przez powiat otwocki (gminy: Sobienie Jeziory i Karczew). Za utrzymanie drogi odpowiada Rejon Drogowy Otwock-Piaseczno.

## Miejscowości leżące przy trasie DW799
- Dziecinów
- Kosumce
- Ostrówek

## Zdjęcia

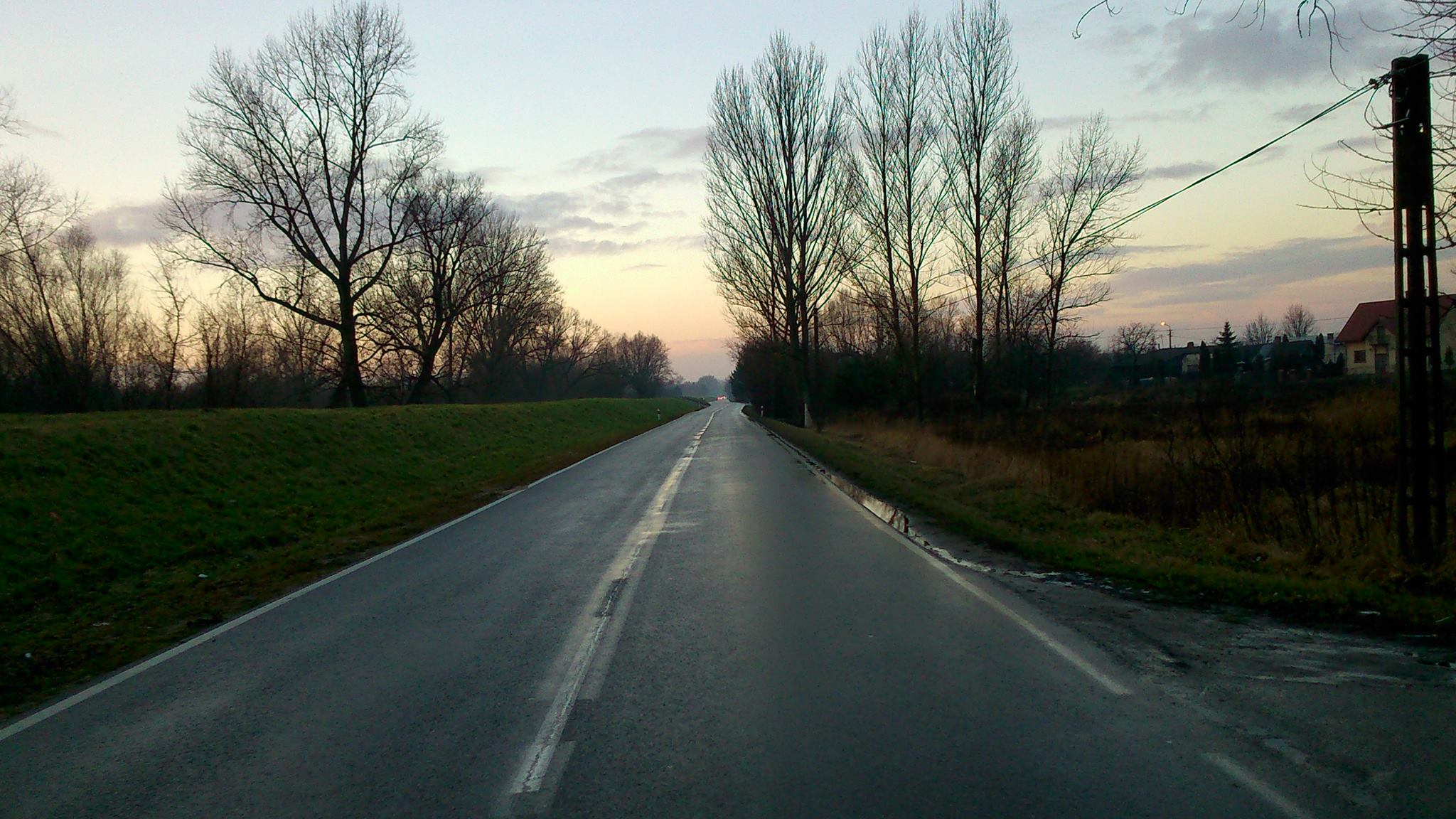
Droga wojewódzka nr 799 w miejscowości Kosumce.